# لويس لوري (كاتبة)
لويس لوري (بالإنجليزية: Lois Lowry)‏‏ (20 مارس 1937 في هونولولو - ) صحفية، وكاتِبة، وروائية، ومصورة، وكاتبة للأطفال من الولايات المتحدة.

## الجوائز
- جائزة مارغريت أدواردز [الإنجليزية]‏
- ميدالية ريجينا [الإنجليزية]‏
- جائزة دوروثي كانفيلد فيشر لكتب الأطفال [الإنجليزية]‏
- جائزة نيوبري
- جائزة نيوبري

## روابط خارجية
- لويس لوري على موقع IMDb (الإنجليزية)
- لويس لوري على موقع إن إن دي بي (الإنجليزية)
- لويس لوري على موقع قاعدة بيانات الفيلم (الإنجليزية)